# District de Boeun
Le district de Boeun est un district de la province du Chungcheong du Nord, en Corée du Sud.